# Hell in a Cell 2016
Hell in a Cell (2016) was een professioneel worstel-pay-per-view (PPV) en WWE Network evenement dat geproduceerd werd door WWE voor hun Raw brand. Het is de 8ste editie van Hell in a Cell vond plaatst op 8 oktober 2016 in het TD Garden in Boston, Massachusetts.

## Matches
| Nr. | Match                                                                                               | Winnaar(s)                                 | Opmerkingen                                                                             | Bron  |
| --- | --------------------------------------------------------------------------------------------------- | ------------------------------------------ | --------------------------------------------------------------------------------------- | ----- |
| 1p  | Cedric Alexander, Lince Dorado en Sin Cara vs. Tony Nese, Drew Gulak en Ariya Daivari               | Cedric Alexander, Lince Dorado en Sin Cara | 6-man tag team match.                                                                   | [ 2 ] |
| 2   | Roman Reigns (c) vs. Rusev (met Lana)                                                               | Roman Reigns                               | Hell in a Cell match voor het WWE U.S. Championship.                                    | [ 2 ] |
| 3   | Bayley vs. Dana Brooke                                                                              | Bayley                                     | Eén-op-één match.                                                                       | [ 2 ] |
| 4   | Luke Gallows & Karl Anderson vs. Enzo Amore & Big Cass                                              | Luke Gallows & Karl Anderson               | Tag team match.                                                                         | [ 2 ] |
| 5   | Kevin Owens (c) (met Chris Jericho) vs. Seth Rollins                                                | Kevin Owens                                | Hell in a Cell match voor het WWE Universal Championship.                               | [ 2 ] |
| 6   | The Brian Kendrick vs. TJ Perkins (c)                                                               | The Brian Kendrick (nc)                    | Een-op-een match voor het WWE Cruiserweight Championship. Kendrick won door submission. | [ 2 ] |
| 7   | Cesaro & Sheamus vs. The New Day (Big E & Xavier Woods) (c) (met Kofi Kingston) by disqualification | Cesaro & Sheamus                           | Tag team match voor het WWE Raw Tag Team Championship.                                  | [ 2 ] |
| 8   | Charlotte vs. Sasha Banks (c)                                                                       | Charlotte                                  | Eén-op-één match voor het WWE Raw Women's Championship.                                 | [ 2 ] |